# Palestine (Teksas)
Palestine – miasto w Stanach Zjednoczonych, w stanie Teksas, w hrabstwie Anderson. Według spisu w 2020 roku liczy 18,5 tys. mieszkańców. Leży 80 km na południowy zachód od Tyler, 150 km na południowy wschód od Dallas i 250 km na północ od Houston.